# 颱風泰利 (2017年)
颱風泰利（英語：Typhoon Talim，國際編號：1718，聯合颱風警報中心：WP202017，菲律賓大氣地球物理和天文服務管理局：Lannie）为2017年太平洋颱風季第18個被命名的熱帶氣旋。「泰利」（國際音標：[taˈlim]）一名由菲律賓提供，意思為尖銳及鋒利。

## 發展過程

### 形成及掠過楚克
在熱帶風暴古超吹襲臺灣時，歐洲中期天氣預報中心已指出將再有熱帶氣旋爆發增強為一成熟颱風並影響該處，但美國「全球預報模式」認為該系統將受到垂直風切變影響而無法迅速發展，大致移向東海。此預報中的低壓區於9月6日在楚克東北方海域形成，美國海軍研究實驗室在凌晨3時給予熱帶擾動編號「94W」，而臺灣中央氣象局在7日早上8時率先把該系統升為熱帶性低氣壓；聯合颱風警報中心在上午10時半對其在24小時內形成為熱帶氣旋的機會評為「低」，到下午2時正升至「中」。該系統所在海域水溫炎熱，且垂直風切變較為微弱，協助系統打開赤道方向流出；惟獨是東北面熱帶對流層上部槽阻塞系統極地方向流出，令系統組織較為鬆散，且幾乎沒有旋轉，半圓效應亦頗為明顯，西南象限風力較弱，日本氣象廳在同日晚上8時也把該低壓區升為熱帶低氣壓，9日凌晨3時半發佈烈風警報，表示一日內有機會發展成熱帶風暴，一日前聯合颱風警報中心已在早上10時把該系統於24小時內形成熱帶氣旋的機會提升為「高」，並同時發出熱帶氣旋形成警報。當日歐洲中期天氣預報中曾把預測路徑西調到在汕尾一帶登陸，可是9日又東調回橫掃臺灣，而美國「全球預報模式」也預計此系統會發展並掠過恆春半島；其餘電腦數值預報模式則分歧較大，雖以橫掃臺灣為主流，但亦有在宜蘭對出海域採取轉向路徑，以及移至日本以南的預測，原因是現時副熱帶高壓脊位於強勢，其深厚東南氣流帶領此系統以時速約25公里西北移；但其後東海將有西風槽發展，令副熱帶高壓脊東退到臺灣以東海域，隨後會否有赤道反氣旋形成，以及華南脊場的發展，將影響此系統的路徑；從香港天文台的路徑概率預報圖可見，該系統登陸廣東和橫掃臺灣的機會率各佔10%-20%。
隨着螺旋性漸增，聯合颱風警報中心在9日凌晨5時把該系統升為熱帶低氣壓，且給予熱帶氣旋編號「20W」。午後系統組織進一步成形，對流雲帶緊緊嵌入低層環流中心，呈現更明顯的熱帶氣旋雛形，臺灣中央氣象局在下午2時把該系統升為輕度颱風；日本氣象廳也要在晚上9時10分把該熱帶低氣壓正式升為熱帶風暴，並命名為泰利，給予國際編號「1718」，中國國家氣象中心和聯合颱風警報中心接連在晚上9時半以及11時正跟隨升格，而該系統在10日下午4時進入香港天文責任範圍時，該部門亦同樣把泰利評為熱帶風暴。由於泰利和另一個低壓區發生輕微雙颱效應導致路徑略為偏北，美國「全球預報模式」把泰利的登陸位置北調，各官方部門因而跟隨，預料泰利將會橫過臺東。

### 穩步增強預報北調
午夜後泰利組成中心密集雲團，中國國家氣象中心在11日凌晨2時40分率先將泰利升為強熱帶風暴，10分鐘後日本氣象廳跟隨，香港天文台亦在凌晨3時45分把泰利升格為強烈熱帶風暴；而日本氣象廳更在整整7小時後，於早上8時50分將泰利升格為颱風。泰利於中午前發展出「雲捲風眼」，代表該系統已達颱風程度。黃昏時泰利進入菲律賓大氣地球物理和天文服務管理局責任範圍，當局在下午5時把泰利評為颱風，且給予當地名稱「拉妮」（Lannie）；臺灣中央氣象局也在晚上8時正把泰利升為中度颱風，中國國家氣象中心25分鐘後亦把泰利升為颱風，香港天文台和聯合颱風警報中心緊接在晚上9時45分和12日上午11時跟隨升格。當日數值預報模式再度把泰利的預測路徑向北調整，美國「全球預報模式」預計泰利採取和2016年颱風馬勒卡相近的路徑，在臺北附近海域掠過後，進入東海並直趨日本，而歐洲中期天氣預報中心亦把預報調整到在臺北登陸或近距離掠過後，在閩浙交界登陸，各部門隨後亦採納此預測。
副熱帶高壓脊受西風槽打擊及東海的一個低壓區影響而北抬及東退，泰利在當日進入副熱帶高壓脊的弱點位置，移動速度逐漸減慢到每小時10公里。當日各大數值預報和官方部門在日間再次把預測路徑向東調整，預料泰利在浙江登陸或近距離掠過後，在強度不會明顯削弱的情況登陸九州，並橫掃日本；隨後數值預報更報出以巔峰強度直入東海中部，在浙江以東海域200多公里外掠過，並循本洲直入日本海的預測，已經與先前橫過呂宋海峽，和掠過恆春半島的預測大相逕庭。隨着泰利東部有另一股熱帶對流層上部槽形成，泰利在當晚打開極地方向流出，形成雙向流出通道，加上海水溫度、垂直風切變等良好環境維持，泰利的對流雲系漸呈放射狀，顯示其強度持續上升，在日間發展出一個風眼，中國國家氣象中心在下午2時20分把泰利升為強颱風，2小時後香港天文台亦作出此項升格，更在14日早上9時45分把泰利升格為超強颱風。此時泰利的中心被深層對流包裸及鞏固，中心密集雲團和風眼在衛星雲圖上顯而易見，顯示泰利達到強度頂峰，中國國家氣象中心在下午1時05分也把泰利升格為超強颱風。

### 登陸日本
泰利的巔峰強度只維持了一段短時間。隨着泰利於東海停留，長時間的上升流來較冷的海水，同時垂直風切變加劇，堵塞系統的赤道方向流出通道，風眼變得模糊不清，深層對流向東北切離。此時泰利逐漸從副熱帶高壓脊突破，加速往東北方移動，中國國家氣象中心對泰利的「超強颱風」評級維持7小時後，於晚上8時05分把泰利降為強颱風，香港天文台在15日凌晨1時45分亦作出此項降格。其後中國國家氣象中心於同日下午3時05分把泰利降為颱風，香港天文台於16日凌晨3時半緊接降格。聯合颱風警報中心更在下午5時把泰利降為熱帶風暴。受到西風槽前的良好高空輻散支援，以及泰利開始移入水溫較高的海域，加上垂直風切變短暫緩和，泰利減弱的趨勢稍為放緩，日本氣象廳和香港天文台直至17日早上8時50分和9時45分才把泰利降為強烈熱帶風暴。隨後垂直風切變恢復原有強度，泰利的移速明顯加快至每小時30公里，日本氣象廳宣布泰利在上午10時半於鹿兒島縣南九州市登陸，中國國家氣象中心在1小時後亦有此表示及將泰利降為強烈熱帶風暴。泰利在下午4時於高知縣宿毛市再次登陸。後來，泰利又在晚上9時於兵庫縣明石市登陸。泰利曾登陸日本3次，最終於9月18日凌晨在佐渡島近海轉化為溫帶氣旋。
當時日本氣象廳並未宣布泰利已轉化為溫帶低氣壓，並繼續為泰利發布颱風情報。當泰利登陸北海道地區後，媒體先後報道泰利是第一個先後登陸本土4島（九州、四國、本州、北海道）的風暴。但在事後的颱風分析指出，泰利在登陸北海道前已轉化為溫帶低氣壓，並於同年11月7日公佈分析結果。
9月18日早上6時，泰利增強為溫帶氣旋，並出現暴風圈。同日早上10時，泰利於北海道檜山振興局四度登陸日本，並在掠過渡島半島後於内浦灣重新出海。早上12時，泰利於膽振綜合振興局附近五度登陸，其後在橫過北海道後於稚内市宗谷海峽出海，並隨即於俄羅斯庫頁島登陸。9月18日晚上9時，泰利於北緯47度、東經143度附近減弱為溫帶低氣壓。

### 事後調整
聯合颱風警報在事後發佈的最佳路徑中，把泰利降級為颱風，接近中心最高持續風速從130節（每小時240公里）下調為120節（每小時220公里）。而香港天文台在11月1日發表「2017年9月熱帶氣旋概述」，把泰利的接近中心最高持續風速由每小時195公里稍微下調至每小時185公里。

## 影響

### 臺灣
當地發布之颱風警報：海上颱風警報
| 彭佳嶼 · 19.3 m/s板橋 · －鞍部 · 10.5 m/s竹子湖 · 3 m/s淡水 · 4.7 m/s基隆 · 6.4 m/s臺北 · 4 m/s新屋 · －新竹 · 3.7 m/s宜蘭 · 8.8 m/s蘇澳 · 5.6 m/s花蓮 · 4.7 m/s成功（新港） · 5.9 m/s臺東 · 3.1 m/s大武 · 3.4 m/s蘭嶼 · 17 m/s臺中 · 4.9 m/s梧棲 · 9.1 m/s日月潭 · 2.4 m/s阿里山 · 2.2 m/s嘉義 · 5.5 m/s玉山 · 7.7 m/s臺南 · 6 m/s高雄 · 5.6 m/s恆春 · 5 m/s澎湖 · 8.4 m/s東吉島 · 14.1 m/s金門 · 8.3 m/s馬祖 · 7.7 m/s 中華民國交通部中央氣象署署屬氣象測站測得最大持續風力。圖例： · 無數據 · 測得5級風或以下 · 測得6至7級風 · 測得8至9級風 | 彭佳嶼 · 28.1 m/s板橋 · －鞍部 · 19.9 m/s竹子湖 · 13.7 m/s淡水 · 13.5 m/s基隆 · 14.3 m/s臺北 · 9.3 m/s新屋 · －新竹 · 8.7 m/s宜蘭 · 17.3 m/s蘇澳 · 16.9 m/s花蓮 · 7.8 m/s成功（新港） · 13.4 m/s臺東 · 7.7 m/s大武 · 7.4 m/s蘭嶼 · 24.9 m/s臺中 · 11.1 m/s梧棲 · 20.2 m/s日月潭 · 6.2 m/s阿里山 · 5.8 m/s嘉義 · 10.9 m/s玉山 · 12.1 m/s臺南 · 11.1 m/s高雄 · 9.5 m/s恆春 · 10.2 m/s澎湖 · 17.2 m/s東吉島 · 20.3 m/s金門 · 15.6 m/s馬祖 · 16.5 m/s 中華民國交通部中央氣象署署屬氣象測站測得最大陣風。圖例： · 無數據 · 測得5級風或以下 · 測得6至7級風 · 測得8至9級風 · 測得10至11級風 |

中央氣象局在8日表示泰利往西北移動的過程中仍會持續增強，預計接近臺灣時會達到中度颱風以上等級，届時全臺灣都會有風雨，提醒民眾注意。中央氣象局在11日表示按照當時預測路徑，估計將在12日上午11時半發布海上颱風警報，並會於當晚8時半發出陸上颱風警報。隨後泰利的預測路徑北調，中央氣象局在12日表示延後到下午2時半發布海上颱風警報。中央氣象局在下午2時半發布海上颱風警報，當時泰利位於臺北之東南東方約810公里。隨著泰利逐漸增強與暴風半徑的擴大，氣象局預計若無特殊路徑變化，將在13日凌晨2時30分發布陸上颱風警報，並提醒晚間起中臺灣以北東半部（含綠島、蘭嶼）沿海空曠地區及澎湖群島、金門縣、馬祖列島將有8到9級強陣風；臺灣東半部（含綠島、蘭嶼）、恆春半島、北部及南部沿海易有長浪發生，沿海居民要特別留意，但是泰利的路徑隨後再一次偏東，暴風圈預估不會影響臺灣陸地，氣象局在上午8時半宣布不會發出陸上颱風警報。隨着泰利遠離，中央氣象局在14日晚上8點半解除海上颱風警報，當時泰利移至臺北東北面400公里。

### 中國大陸
當地發布之最高颱風預警信號： 颱風橙色預警信號
隨着泰利逐漸增強為颱風，國家氣象中心9月12日在早上6時發佈颱風藍色預警，當時泰利位於臺灣宜蘭東偏南方約1040公里。國家氣象中心預計泰利將於14日夜間到15日早上在褔建北部到浙江一帶沿海以強颱風或超強颱風強度登陸，但也有可能在浙江對出海域近距離掠過。泰利在12日進一步逼近，國家氣象中心在下午6時跳過颱風黄色預警，直接發佈颱風橙色預警，當時泰利移至浙江舟山市東南方約1050公里，與此同時中國氣象局在同日傍晚6時半啟動颱風三級應急響應。不過其後泰利路徑向東調整，預料橫過東海中部後遠離和轉趨減弱，對當地的威脅減少，國家氣象中心在15日早上改發颱風黃色預警，當時泰利位於浙江象山東偏南方約295公里，正最接近當地。

#### 褔建
全省發布之最高颱風預警信號： 颱風黃色預警信號
泰利初期的預測路徑曾直指福建，預料將對當地構成重大威脅，褔建省氣象台在11日早上9時半發佈颱風藍色預警，當時泰利位于台湾宜兰县东偏南方向约1300公里。褔建省氣象台翌日（12日）早上9時15分發佈颱風黃色預警，當時泰利位于台湾宜兰县东偏南方向约970公里。可是隨後泰利的路徑不斷偏北，褔建省氣象台在14日下午6時20分改發颱風藍色預警，當時泰利位于浙江象山东南方约325公里，至翌日（15日）早上8時半解除，距离浙江省象山县东偏南方向约295公里。

#### 浙江
全省發布之最高颱風預警信號： 颱風藍色預警信號

### 日本

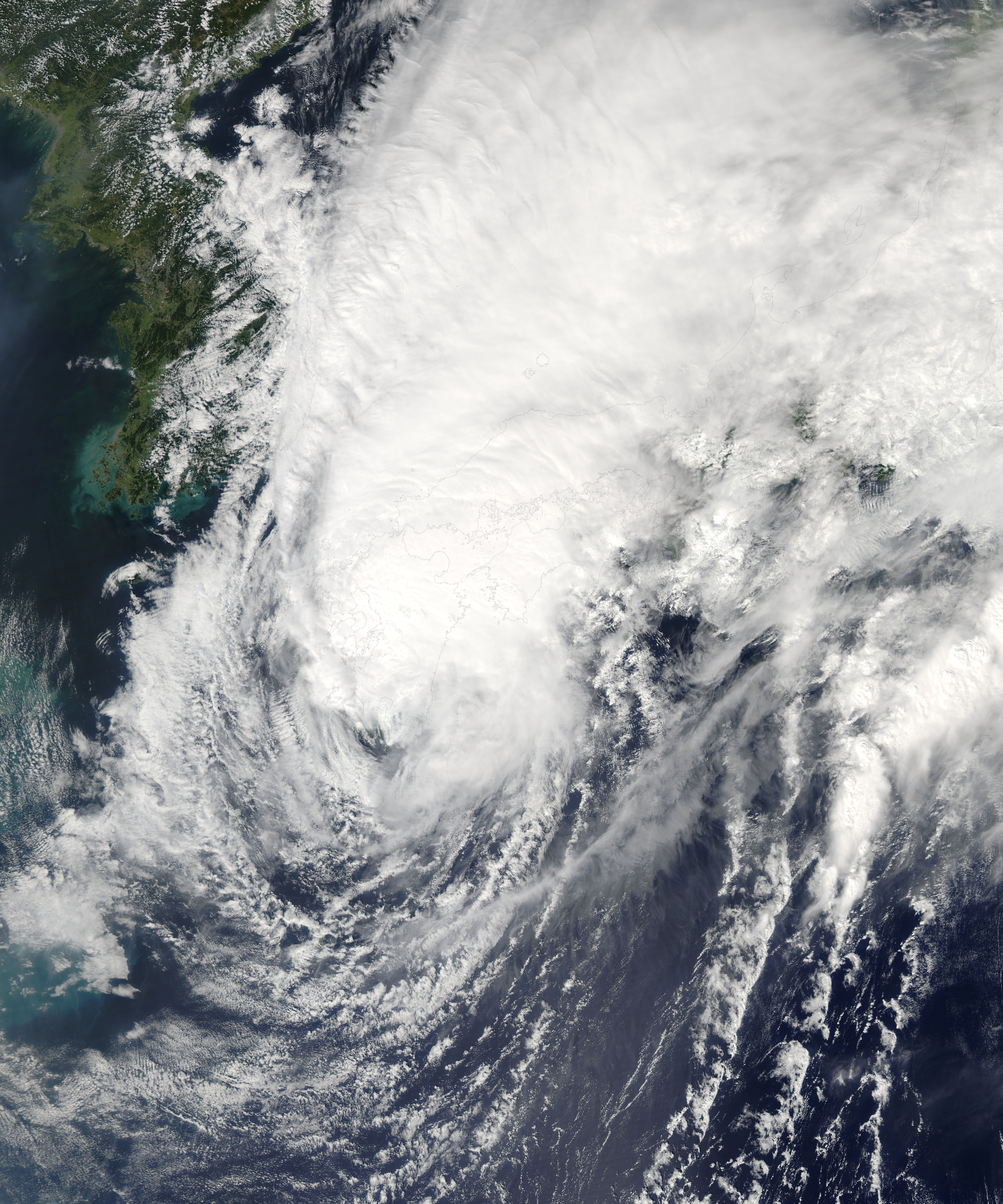
9月17日，強烈熱帶風暴泰利在九州登陸

當地發布之最高風力警報：暴风警报
泰利採取比原先預期更為偏北的路徑，對日本構成嚴重威脅。八重山群島及宮古島首當其衝受到泰利影響，氣象廳在9月12日對當地發佈強風注意警報，到晚上改發暴風警報。泰利在下午3時以時速140公里的中心持續風速掠過宮古海峽，在宮古島東北約50公里處掠過。宮古島吹起西北颶風，入夜後風勢漸轉西南。泰利於72小時內在宮古島帶來了超過550毫米雨量，是有紀錄以來最高。颱風同時破壞了島上電力設施，多處停電，農作物損失額亦超過5億日圓。受外泰利外圍雨帶影響，宮崎市持續暴雨，南部加江田川水位暴漲，當局已發出避難指示要求附近居民疏散。今歸仁村亦受東至東南東烈風影響，日出時風勢逐漸緩和到強風至烈風程度。受到泰利影響，共有2艘中華民國籍漁船漂流到宮古島，船上共有2名印尼籍船員及8名中華民國籍船員，受海上保安部救助，進入宮古島市平良港停泊。日本氣象廳資料顯示，泰利最大瞬間風速達到每小時近200公里，沖繩縣地區累積雨量預計達到180毫米，先島群島更有可能多至200毫米，當局呼籲民眾嚴防土石流和洪災。 隨着泰利遠離，氣象廳在14日日出前後改發強風注意警報。隨後泰利轉向東北並迫近日本九州，氣象廳預料泰利將在17日早上登陸九州，並在16日凌晨4時半對長崎縣率先發出暴風警報，其後警報範圍逐步擴大至佐賀縣、熊本縣、宮崎縣及鹿兒島縣。泰利於17日早上11時半在鹿兒島縣南九州市登陸，但由於泰利移速達時速30公里，產生半圓效應，加上泰利在登陸前兩小時減弱為一強烈熱帶風暴，九州風勢並不大，只是刮起強風至烈風程度東到東北風，造成山泥傾瀉，東京亦有強降雨，而其造成的陣風導致宮崎縣的宮崎市、國富町、日向市、延岡市以及鹿兒島縣的十島村出現有關的損失。然而屋久島位於風暴東面的危險半圓，前進速度與自身風速疊加令當地風勢大幅增強，在日出時份已受到持續烈風影響，至登陸時更吹起暴風。泰利在9月17日傍晚5點又轉進四國，從高知縣再次登陸，高知縣一名60歲男子駕駛汽車時被沖入河中，遇溺死亡；香川縣也有一名86歲女子被湧入家中的山泥掩埋死亡。晚上10點左右再由本州兵庫縣附近登陸，兵庫溫泉會館泡水難營業，馬路電桿也難敵強風倒成一排；神戶市有大型巴士，因為淹水困在半路，進退兩難。隨後沿路穿越京都府、福井縣、岐阜縣、富山縣，最後移動到日本海海面，而在當地時間9月18日早上10時左右，泰利之中心登陸北海道檜山地區。雖然「泰利」已比先前減弱，但仍帶來驚人降雨與強風，北海道東部的廣尾町截自當地時間上午9點30分，在1小時內累積雨量達到65.5毫米，北海道南部的福島町千軒測站更在12小時內累積超過200毫米雨量。日本氣象廳也對北海道和岩手縣發布泥石流警戒消息以及积水警戒消息，希望民眾注意安全、進行避難。泰利在日本時間9月18日中午已經移動到札幌西南方約50公里，以時速65公里的速度往北北東前進，北海道傳出部分地區幾乎是下了相當一整個月的雨量，甚至還有地方雨量破紀錄。北海道新幹線因為颱風登陸暫時停開，新千歲機場在9月18日早上亦取消了128班航機。

## 熱帶氣旋警告使用紀錄

### 臺灣
| 交通部中央氣象局 颱風警報 | 交通部中央氣象局 颱風警報 | 交通部中央氣象局 颱風警報 |
| ------------------------- | ------------------------- | ------------------------- |
| 上一熱帶氣旋              | 海上颱風警報              | 下一熱帶氣旋              |
| 輕度颱風谷超              | 海上颱風警報              | 強烈颱風瑪莉亞            |

### 中國大陸
| 國家氣象中心 颱風預警信號 | 國家氣象中心 颱風預警信號 | 國家氣象中心 颱風預警信號 |
| ------------------------- | ------------------------- | ------------------------- |
| 上一熱帶氣旋              | 颱風藍色預警信號          | 下一熱帶氣旋              |
| 熱帶風暴古超              | 颱風藍色預警信號          | 強台风卡努 超強台风蘭恩   |
| 颱風帕卡                  | 颱風橙色預警信號          | 強台风卡努                |
| 颱風帕卡                  | 颱風黃色預警信號          | 強台风卡努                |

## 外部連結
| 太平洋颱風季             |
| 主題頁 - 專題 - 編輯指南 |

- （英文）颱風2000：各氣象部門對泰利的預測路徑集合 （页面存档备份，存于）
- （英文）美國太空總署：相關資料 （页面存档备份，存于）
- （日語）日本氣象廳：數位颱風網資料（日文版 （页面存档备份，存于）、英文版 （页面存档备份，存于））、1718最佳路徑數據（日文版 （页面存档备份，存于）、英文版）、2017年熱帶氣旋最佳路徑圖（日文版 （页面存档备份，存于）、英文版 （页面存档备份，存于））、2017年熱帶氣旋最佳路徑數據 （页面存档备份，存于） （页面存档备份，存于）
- （英文）美國聯合颱風警報中心：20W路徑數據 （页面存档备份，存于）、泰利最佳路徑圖 （页面存档备份，存于） （页面存档备份，存于）
- （英文）美國海軍研究實驗室：20W檔案 （页面存档备份，存于）
- （繁體中文）臺灣交通部中央氣象局：颱風資料庫——、泰利最佳路徑圖
- （繁體中文）香港天文台：2017年9月熱帶氣旋概述 （页面存档备份，存于）、實時天氣稿（9月11日 （页面存档备份，存于）－12日 （页面存档备份，存于）－13日 （页面存档备份，存于）－14日 （页面存档备份，存于）－15日 （页面存档备份，存于）－16日 （页面存档备份，存于）－17日 （页面存档备份，存于）－18日 （页面存档备份，存于））
- （英文）菲律賓大氣地球物理和天文管理局：熱帶氣旋發佈存檔 （页面存档备份，存于） （页面存档备份，存于）